# Persone di cognome Boyle
| Questa pagina contiene informazioni ricavate automaticamente dalle voci biografiche con l'ausilio del template Bio e di un bot. L'aggiornamento è periodico e automatico e ricostruisce completamente la pagina. Se manca una persona in questa lista, sei pregato di non aggiungerla, ma accertati piuttosto che la sua voce biografica contenga il template Bio e che i dati anagrafici siano correttamente compilati. Se il template Bio manca, inseriscilo tu stesso o, in alternativa, metti l'avviso {{tmp\|Bio}} che ne segnala la mancanza. Se i dati riportati sono sbagliati, correggi direttamente la voce biografica; le modifiche saranno visibili in questa lista entro pochi giorni. Per chiarimenti vedi il progetto antroponimi. La lista contiene solo le 52 persone che sono citate nell'enciclopedia e per le quali è stato implementato correttamente il template Bio. Pagina aggiornata al 17 ott 2024. |

Questa è una lista di persone presenti nell'enciclopedia che hanno il cognome Boyle, suddivise per attività principale.

## Allenatori di calcio(1)
- John Boyle, allenatore di calcio e ex calciatore scozzese (Motherwell, n. 1946)

## Ammiragli(1)
- William Boyle, ammiraglio britannico (Farnham, n. 1873 - Londra, † 1967)

## Architetti(1)
- Richard Boyle, III conte di Burlington, architetto inglese (Yorkshire, n. 1694 - † 1753)

## Astronomi(1)
- Richard P. Boyle, astronomo statunitense (Everett, n. 1943)

## Attivisti(1)
- Mark Boyle, attivista e scrittore irlandese (Ballyshannon, n. 1979)

## Attori(3)
- Anthony Boyle, attore britannico (Belfast, n. 1994)
- Billy Boyle, attore e cantante irlandese (Dublino, n. 1945)
- Peter Boyle, attore statunitense (Norristown, n. 1935 - New York, † 2006)

## Attrici(1)
- Zoe Boyle, attrice britannica (n. 1989)

## Calciatori(3)
- Andy Boyle, calciatore irlandese (Palmerstown, n. 1991)
- Martin Boyle, calciatore scozzese (Aberdeen, n. 1993)
- Terry Boyle, ex calciatore gallese (Ammanford, n. 1958)

## Canottieri(1)
- Richard Boyle, canottiere britannico (Henley-on-Thames, n. 1888 - Pershore, † 1953)

## Cantanti(1)
- Susan Boyle, cantante britannica (Blackburn, n. 1961)

## Cestisti(1)
- Tad Boyle, ex cestista e allenatore di pallacanestro statunitense (Greeley, n. 1963)

## Chimici(1)
- Robert Boyle, chimico, fisico e inventore irlandese (Lismore, n. 1627 - Londra, † 1691)

## Chitarristi(1)
- Doug Boyle, chitarrista e compositore britannico (Buckhurst Hill, n. 1962)

## Comici(1)
- Frankie Boyle, comico e sceneggiatore scozzese (Glasgow, n. 1972)

## Fisici(1)
- Willard Sterling Boyle, fisico canadese (Amherst, n. 1924 - Halifax, † 2011)

## Giocatori di football americano(2)
- Nick Boyle, giocatore di football americano statunitense (Wantage, n. 1993)
- Tim Boyle, giocatore di football americano statunitense (Hartford, n. 1994)

## Giornaliste(1)
- Nina Boyle, giornalista, scrittrice e attivista britannica (Bexley, n. 1865 - Londra, † 1943)

## Hockeisti su ghiaccio(2)
- Dan Boyle, hockeista su ghiaccio canadese (Ottawa, n. 1976)
- Kevin Boyle, ex hockeista su ghiaccio statunitense (Manalapan, n. 1992)

## Militari(5)
- David Boyle, VII conte di Glasgow, ufficiale e politico scozzese (n. 1833 - † 1915)
- Edmund Boyle, VIII conte di Cork, ufficiale irlandese (n. 1767 - Londra, † 1856)
- Gerald Edmund Boyle, militare irlandese (n. 1840 - † 1927)
- Charles Boyle, visconte Dungarvan, ufficiale irlandese (n. 1800 - † 1834)
- Reginald Courtenay Boyle, ufficiale irlandese (n. 1877 - † 1946)

## Nobili(7)
- Charles Boyle, III visconte Dungarvan, nobile e politico inglese (Londra, n. 1639 - Londesborough, † 1694)
- Charles Boyle, II conte di Burlington, nobile e politico inglese (n. 1669 - Londra, † 1704)
- Edmund Boyle, VII conte di Cork, nobile irlandese (Frome, n. 1742 - Bath, † 1798)
- George Boyle, IV conte di Glasgow, nobile scozzese (n. 1766 - † 1843)
- John Boyle, III conte di Glasgow, nobile scozzese (n. 1714 - † 1775)
- John Boyle, II conte di Glasgow, nobile scozzese (Kelburn, n. 1688 - Kelburn, † 1740)
- Richard Boyle, I conte di Cork, nobile britannico (Canterbury, n. 1566 - † 1643)

## Nuotatrici(2)
- Charlotte Boyle, nuotatrice statunitense (New York, n. 1899 - Scottsville, † 1990)
- Lauren Boyle, ex nuotatrice neozelandese (Auckland, n. 1987)

## Pianisti(1)
- George Frederick Boyle, pianista, compositore e docente australiano (Sydney, n. 1886 - Filadelfia, † 1948)

## Politici(5)
- Brendan Boyle, politico statunitense (Filadelfia, n. 1977)
- Charles Boyle, IV conte di Orrery, politico irlandese (Chelsea, n. 1674 - Westminster, † 1731)
- David Boyle, politico scozzese (Irvine, n. 1772 - Middlesex, † 1853)
- Richard Boyle, IX conte di Cork, politico irlandese (Dublino, n. 1829 - Londra, † 1904)
- Roger Boyle, II conte di Orrery, politico irlandese (Dublino, n. 1646 - † 1682)

## Registi(2)
- Danny Boyle, regista, sceneggiatore e produttore cinematografico britannico (Manchester, n. 1956)
- Joseph C. Boyle, regista statunitense (Filadelfia, n. 1888 - Culver City, † 1972)

## Scenografi(2)
- Edward G. Boyle, scenografo canadese (Codben, n. 1899 - Hollywood, † 1977)
- Robert Boyle, scenografo e direttore artistico statunitense (Los Angeles, n. 1909 - Los Angeles, † 2010)

## Scrittori(2)
- John Boyle, V conte di Cork, scrittore irlandese (Westminster, n. 1707 - Frome, † 1762)
- T. Coraghessan Boyle, scrittore statunitense (Peekskill, n. 1948)

## Scrittrici(1)
- Kay Boyle, scrittrice statunitense (Saint Paul, n. 1902 - Mill Valley, † 1992)

## Velociste(1)
- Raelene Boyle, ex velocista australiana (Coburg, n. 1951)